# ジョゼップ・マルティネス
- ジョセップ・マルティネス

ジョゼップ・マルティネス・リエラ（Josep Martínez Riera , 1998年5月27日 - ）は、スペイン・バレンシア州バレンシア県アルジーラ出身のプロサッカー選手。セリエA・インテル・ミラノ所属。ポジションはGK。

## 来歴
地元のUDアルジーラのカンテラから、2015年7月にFCバルセロナの育成組織「ラ・マシア」に入所。2016-17シーズンにFCバルセロナBのロースターに登録され、シーズン開幕前のプレシーズンツアーのメンバーにも招集されたものの、試合出場までには至らず。
2017年7月19日、UDラス・パルマスに入団。セグンダ・ディビシオンB所属のBチームに登録され、8月20日のUDメリリャ戦でプロデビュー。以降Bチームの正GKに定着。2018-19シーズン途中にトップチームに昇格。シーズン終盤の2019年5月5日のCDテネリフェ戦で、トップチームデビューを果たした。
2020年1月22日、ドイツ・ブンデスリーガのRBライプツィヒと4年契約を締結し、2020-21シーズンより加入することが発表された。
2022年6月29日、2022-23シーズンはジェノアCFCにレンタル移籍することが決定した。
2024年7月10日、ジェノアから同じセリエAのインテルナツィオナーレ・ミラノへと移籍した。

## タイトル
RBライプツィヒ
- DFBポカール: 2021-22